# Discografia de É o Tchan!
A discografia de É o Tchan!, um grupo brasileiro, compreende dez álbuns de estúdio, quatro álbuns ao vivo, quatro coletâneas, extended plays e uma gama de singles e videoclipes musicais.

## Álbuns

### Álbuns de estúdio
| Álbum                  | Detalhes                                                                                      | Vendas        | Certificações       |
| ---------------------- | --------------------------------------------------------------------------------------------- | ------------- | ------------------- |
| É o Tchan              | - Lançamento: 17 de agosto de 1995 - Formatos: CD, cassete - Gravadora: PolyGram              | - : 900.000   | - ABPD: 2× Platina  |
| Na Cabeça e na Cintura | - Lançamento: 4 de maio de 1996 - Formatos: CD, cassete - Gravadora: PolyGram                 | - : 2.300.000 | - ABPD: 2× Diamante |
| É o Tchan do Brasil    | - Lançamento: 11 de agosto de 1997 - Formatos: CD, cassete - Gravadora: PolyGram              | - : 2.700.000 | - ABPD: 2× Diamante |
| É o Tchan no Hawaí     | - Lançamento: 1 de setembro de 1998 - Formatos: CD, cassete - Gravadora: Universal            | - : 2.000.000 | - ABPD: Diamante    |
| É o Tchan na Selva     | - Lançamento: 15 de novembro de 1999 - Formatos: CD, cassete - Gravadora: Universal           | - : 1.200.000 | - ABPD: 3× Platina  |
| Tchan.com.br           | - Lançamento: 2 de agosto de 2000 - Formatos: CD - Gravadora: Universal                       | - : 500.000   | - ABPD: Platina     |
| Funk do Tchan          | - Lançamento: 30 de abril de 2001 - Formatos: CD - Gravadora: Universal                       | - : 70.000    |                     |
| Turma do Batente       | - Lançamento: 1 de novembro de 2001 - Formatos: CD - Gravadora: Universal                     | - : 100.000   |                     |
| Ligado em 220V         | - Lançamento: 24 de novembro de 2003 - Formatos: CD - Gravadora: Editora Rickdan              |               |                     |
| Desafio do Manequim    | - Lançamento: 26 de janeiro de 2017 - Formatos: Download digital - Gravadora: Cacal Produções |               |                     |
| Coroa vs Novinha       | - Lançamento: 12 de outubro de 2017 - Formatos: Download digital - Gravadora: Cacal Produções |               |                     |

### Álbuns ao vivo
| Álbum                            | Detalhes                                                                                        |
| -------------------------------- | ----------------------------------------------------------------------------------------------- |
| É o Tchan Ao Vivo                | - Lançamento: 5 de agosto de 2002 - Formatos: CD - Gravadora: Universal                         |
| 10 anos de É o Tchan             | - Lançamento: 26 de novembro de 2004 - Formatos: CD - Gravadora: Universal                      |
| 20 Anos: Ao Vivo em Porto Seguro | - Lançamento: 30 de abril de 2013 - Formatos: CD, download digital - Gravadora: Cacal Produções |
| Ao Vivo em Brasília              | - Lançamento: 16 de março de 2022 - Formatos: Download digital - Gravadora: Cacal Produções     |

### Coletâneas
| Álbum                            | Detalhes                                                                    |
| -------------------------------- | --------------------------------------------------------------------------- |
| Dance Fever                      | - Lançamento: 17 de junho de 1997 - Formatos: CD - Gravadora: Universal     |
| Millennium                       | - Lançamento: 2 de março de 1999 - Formatos: CD - Gravadora: Universal      |
| As Melhores Músicas do É o Tchan | - Lançamento: 22 de dezembro de 1999 - Formatos: CD - Gravadora: Universal  |
| É o Tchau de Beto Jamaica        | - Lançamento: 12 de fevereiro de 2000 - Formatos: CD - Gravadora: Universal |
| Novo Millennium                  | - Lançamento: 14 de junho de 2005 - Formatos: CD - Gravadora: Universal     |
| Axé Bahia: É o Tchan             | - Lançamento: 22 de maio de 2006 - Formatos: CD - Gravadora: Universal      |

### Álbuns de vídeo
| Álbum                            | Detalhes                                                                       | Vendas     | Certificações   |
| -------------------------------- | ------------------------------------------------------------------------------ | ---------- | --------------- |
| 10 anos de É o Tchan             | - Lançamento: 26 de novembro de 2004 - Formatos: DVD - Gravadora: Universal    | - : 50.000 | - ABPD: Platina |
| 20 Anos: Ao Vivo em Porto Seguro | - Lançamento: 30 de abril de 2013 - Formatos: DVD - Gravadora: Cacal Produções |            |                 |

## Singles

### Como artista principal
| Título                                | Ano  | Álbum                            |
| ------------------------------------- | ---- | -------------------------------- |
| "Pau que Nasce Torto"                 | 1995 | É o Tchan                        |
| "Paquerei"                            | 1995 | É o Tchan                        |
| "A Dança do Bumbum"                   | 1996 | Na Cabeça e na Cintura           |
| "Dança da Cordinha"                   | 1996 | Na Cabeça e na Cintura           |
| "Melô do Tchaco II"                   | 1996 | Na Cabeça e na Cintura           |
| "Mexe, Mexe, Mainha"                  | 1997 | Na Cabeça e na Cintura           |
| "Ralando o Tchan (A Dança do Ventre)" | 1997 | É o Tchan do Brasil              |
| "Bambolê"                             | 1997 | É o Tchan do Brasil              |
| "Dança do Põe Põe"                    | 1998 | É o Tchan do Brasil              |
| "Disque Tchan (Alô Tchan)"            | 1998 | É o Tchan do Brasil              |
| "A Nova Loira do Tchan"               | 1998 | É o Tchan no Hawaí               |
| "É o Tchan no Hawaí"                  | 1998 | É o Tchan no Hawaí               |
| "Ariga Tchan"                         | 1999 | É o Tchan no Hawaí               |
| "Pega no Bumbum"                      | 1999 | É o Tchan no Hawaí               |
| "Rebola"                              | 1999 | É o Tchan no Hawaí               |
| "Tchan na Selva"                      | 1999 | É o Tchan na Selva               |
| "Lambatchan"                          | 2000 | É o Tchan na Selva               |
| "Quebradeira (Joelhinho, Cabeça)"     | 2000 | É o Tchan na Selva               |
| "Tribôtchan"                          | 2000 | Tchan.com.br                     |
| "Reggae do Tchan"                     | 2001 | Tchan.com.br                     |
| "Funk do Tchan"                       | 2001 | Funk do Tchan                    |
| "Turma do Batente"                    | 2001 | Turma do Batente                 |
| Tremeu Tremeu"                        | 2002 | Turma do Batente                 |
| "Fissura"                             | 2002 | É o Tchan ao Vivo                |
| "Entre no Clima (Detona)"             | 2003 | É o Tchan ao Vivo                |
| "Tomada"                              | 2003 | Ligado no 220v                   |
| "Talquinho"                           | 2004 | 10 anos de É o Tchan             |
| "Injeção da Alegria"                  | 2011 | Não adicionado à nenhum álbum    |
| "Rodopiar"                            | 2012 | Não adicionado à nenhum álbum    |
| "Ondinha"                             | 2013 | 20 Anos: Ao Vivo em Porto Seguro |
| "Passinho Pá Pum"                     | 2013 | 20 Anos: Ao Vivo em Porto Seguro |
| "Colar de Beijo"                      | 2014 | Desafio do Manequim              |
| "Bota a Cara no Sol"                  | 2015 | Desafio do Manequim              |
| "Melô da Batedeira"                   | 2016 | Desafio do Manequim              |
| "Desafio do Manequim"                 | 2016 | Desafio do Manequim              |
| "Coroa vs Novinha"                    | 2017 | Coroa vs Novinha                 |
| "Arreia Novinha"                      | 2019 | Não adicionado à nenhum álbum    |
| "Teimosinha"                          | 2020 | Ao Vivo em Brasília              |
| "Vá se Benzer" (part. Igor Kannário)  | 2020 | Ao Vivo em Brasília              |
| "Encaixadinha"                        | 2022 | Não adicionado à nenhum álbum    |
| "Casa de Bronze (Marca de Fitinha)"   | 2023 | Não adicionado à nenhum álbum    |

### Como artista convidado
| Título                                                 | Ano  | Álbum                         |
| ------------------------------------------------------ | ---- | ----------------------------- |
| "Raiz de Todo Bem" (com Artistas pelos 30 Anos de Axé) | 2014 | Não adicionado à nenhum álbum |
| "Sextou" (Patrulha do Samba part. É o Tchan!)          | 2022 | Não adicionado à nenhum álbum |

## Outras aparições
| Título                             | Ano  | Outro(s) artista(s) | Álbum                  |
| ---------------------------------- | ---- | --- | ---------------------- |
| "Tropicália"                       | 1996 | Banda Eva, Ricardo Chaves, Olodum, Asa de Águia, Banda Mel, Márcia Freire, Netinho, Ara Ketu, Cheiro de Amor, Timbalada e Faróis Acesos | Axê Caê!               |
| "Malhação"                         | 1996 | — | Malhação               |
| "Batida de Coco"                   | 1997 | — | Hit Explosion - Vol. 9 |
| "Fiesta Brasileira (Mais Uma Vez)" | 1998 | Netinho, Cheiro de Amor, Banda Eva e Zeca Pagodinho                                                                                     | SunDance               |
| "Cartão de Natal 98"               | 1998 | Ivete Sangalo, Jota Quest, Pato Fu e Fat Family                                                                                         | 14 Hits da Pan         |
| "Melô do Tchaco"                   | 1999 | — | Fiesta Latina          |
| "Dengo das Mulheres"               | 1999 | — | Ah! Eu Tô Maluco!      |
| "Gol de Placa"                     | 2006 | — | Hexa Brasil!           |
| "Ondinha"                          | 2013 | — | Axé Bahia 2013         |